# Hard Times (série télévisée, 2010)
Pour les articles homonymes, voir Hard Times.
Hard Times (The Hard Times of RJ Berger) est une série télévisée américaine de 24 épisodes de 22 minutes créée et produite par David Katzenberg et Seth Grahame-Smith, et diffusée entre le 6 juin 2010 et le 30 mai 2011 sur MTV.
En France, la série est diffusée depuis le 11 septembre 2010 sur MTV France et rediffusée sur Game One et Comedy Central. En Belgique, elle est diffusée sur MTV Wallonia. Au Québec, elle est diffusée en streaming depuis 2024 sur MTV Québec. Elle reste inédite en Suisse.

## Synopsis
RJ alias Richard Junior est un adolescent de 15 ans. Il est le bouc émissaire de ses camarades et pour eux, RJ est le loser du lycée. Mais un jour, sa vie va changer. Pendant le match de basket-ball, son pantalon tombe devant tous ses camarades, surpris, ils découvrent qu’il a un énorme pénis. À partir de ce moment, beaucoup de choses vont changer pour RJ… Depuis la maternelle, l'une de ses seules préoccupations reste Jenny, la jolie fille du lycée, qui ne sait même pas qu'il existe.

## Distribution

### Acteurs principaux
- Paul Iacono (en) (VFB : Gauthier de Fauconval) : RJ Berger
- Jareb Dauplaise (en) (VFB : Thierry Janssen) : Miles Jenner
- Kara Taitz (en) (VFB : Carole Baillien) : Lily Miran dit la femme de l'empaleur
- Amber Lancaster (VFB : Delphine Chauvier) : Jenny Swanson
- Jayson Blair (VFB : David Manet) : Max Owens

### Acteurs récurrents
- Marlon Young (arz) : Coach Jeriba Sinclair (21 épisodes)
- Beth Littleford (VFB : Alexandra Garijo) : Suzanne Berger (20 épisodes)
- Larry Poindexter (en) : Rick Berger (20 épisodes)
- Ciena Rae (VFB : Julie Basecqz) : Robin Pretnar (15 épisodes)
- DeVaughn Nixon : Hamilton (8 épisodes)
- Chris Warren Jr. : Patterson (6 épisodes)
- Adam Cagley : Kevin Stern (5 épisodes)
- Andrew Fiscella : Roger (5 épisodes)
- Caitlin Crosby (en) : Amy (saison 2, 8 épisodes)
- Crystal Reed : Renee (saison 1, épisode 3)
- Noureen DeWulf : Claire (saison 1, épisodes 6 et 7)

- Version française
  - Société de doublage : Chinkel Belgique
  - Direction artistique : Marie-Line Landerwyn
  - Adaptation des dialogues : Flora Berger

 Source et légende : version française (VF) sur RS Doublage et DSD Doublage

## Épisodes

### Première saison (2010)
1. Pilote (Pilot)
2. Oui on y arrivera… pas ! (Yes We Can't)
3. La Saillie de RJ (The Berger Cometh)
4. Un cadeau qui déchire (Here's to You, Mrs. Robbins)
5. Le Rebond (The Rebound)
6. Le Vieux Tacot (Over the Rainblow)
7. Petite rumeur, grosse erreur (Tell and Kiss)
8. Quand les ringards se lâchent (Nerds Gone Wild)
9. La Mauvaise Réputation (It's All About the Hamiltons)
10. Derrière les lignes ennemies (Behind Enemy Lines)
11. Lily est au (septième) ciel (Lily Pad)
12. La Bonne Décision (The Right Thing)

### Deuxième saison (2011)
1. Le Choix de RJ (RJ's Choice)
2. Le Cousin Vinny (Cousin Vinny)
3. Ecorgie (The Lock-In)
4. Crise de Boutons (Ugly Jenny)
5. La Nouvelle Tutrice (Deadliest Crotch)
6. Saving Dick (Saving Dick)
7. Toi, moi et Weezer (You, Me, and Weezer)
8. Donnez moi un P (Give Me a 'P')
9. Hunkeez (Hunkeez)
10. Sexe. ados. sucreries. (Sex. Teen. Candles.)
11. Steamy Surprise (Steamy Surprise)
12. Le meilleur homme (The Better Man)

## Commentaires
La série a été bien accueillie aux États-Unis mais a tout de même perdu quelques téléspectateurs au fil des épisodes. Grâce à une citation de la série sur le compte twitter de Justin Bieber, les audiences ont pu remonter en fin de première saison et MTV en a commandé une seconde qui compte également douze épisodes et qui a débuté le 24 mars 2011. Le 12 août 2011, MTV annule la série.